# CADASIL
CADASIL — от англ. cerebral autosomal dominant arteriopathy with subcortical infarcts and leukoencephalopathy — артериопатия церебральная аутосомно-доминантная с субкортикальными инфарктами и лейкоэнцефалопатией. Заболевание вызвано мутацией гена Notch 3 на 19-й хромосоме. Синдром характеризуется транзиторной ишемической атакой и мигренью, который возникают у пациентов в возрасте от 40 до 50 лет, хотя МРТ может выявить клинические признаки заболевания и раньше. В отличие от болезни Бинсвангера у больных отсутствует артериальная гипертензия. Это наследственное заболевание, передающиеся непосредственно от родителей к потомству, имеет аутосомно-доминантный тип наследования.
Впервые данное заболевание описал французский невролог Мари-Жермен Буссе.

## Симптоматика
CADASIL может начаться мигренью с аурой, транзиторной ишемической атаки, инсульта или аффективных расстройств. 
 Клинические проявления: подкорковая деменция, псевдобульбарный паралич, недержание мочи.
Поэтапная схема проявления CADASIL (в клинической практике применяется очень редко):
Первая стадия (возраст больных от 20 до 40 лет):
* мигрень;
* отклонения в МРТ.
Вторая стадия (возраст больных от 40 до 60 лет):
* инсульт;
* расстройства психики;
* более сильное поражение белого вещества мозга и базальных ганглиев.
Третья стадия (возраст больных от 60 до 80 лет):
* деменция;
* спастичность;
* псевдобульбарный паралич.
Четвёртая стадия:
* вегетативное состояние.
Примерно через 20 лет после первых симптомов наступает смерть.

## Лечение
На сегодняшний день эффективной терапии CADASIL нет. Обычно назначают ацетилсалициловую кислоту для возможного предотвращения тромботической окклюзии. У большинства больных CADASIL при МРТ обнаруживаются микрокровоизлияния, в связи с чем, прием аспирина, возможно, увеличит риск внутричерепного кровоизлияния.

## Известные люди, пострадавшие от CADASIL
Вероятнее всего, известнейший композитор Феликс Мендельсон Бартольди (4 ноября 1847 года) и его сестра, Фанни Мендельсон (14 мая 1847 года), умерли от CADASIL.
Также известный английский искусствовед Джон Рёскин, судя по описаниям его болезни, страдал CADASIL и скончался от инсульта.